# 克里斯·彭尼
克里斯·彭尼（英語：Chris Penny，1962年5月4日—），美国男子赛艇运动员。他曾代表美国参加1984年夏季奥林匹克运动会赛艇比赛，获得男子八人单桨有舵手银牌。